# فیت فلوریان بنسر
فیت فلوریان بنسر (انگلیسی: Fait-Florian Banser؛ زادهٔ ۲۰ فوریهٔ ۱۹۸۲) بازیکن فوتبال اهل آلمان است.
از باشگاه‌هایی که در آن بازی کرده‌است می‌توان به باشگاه فوتبال آینتراخت برانشوایگ، باشگاه فوتبال کایزرسلاوترن، و باشگاه فوتبال ماگدبورگ ۱ اشاره کرد.